# Senatul dirigent

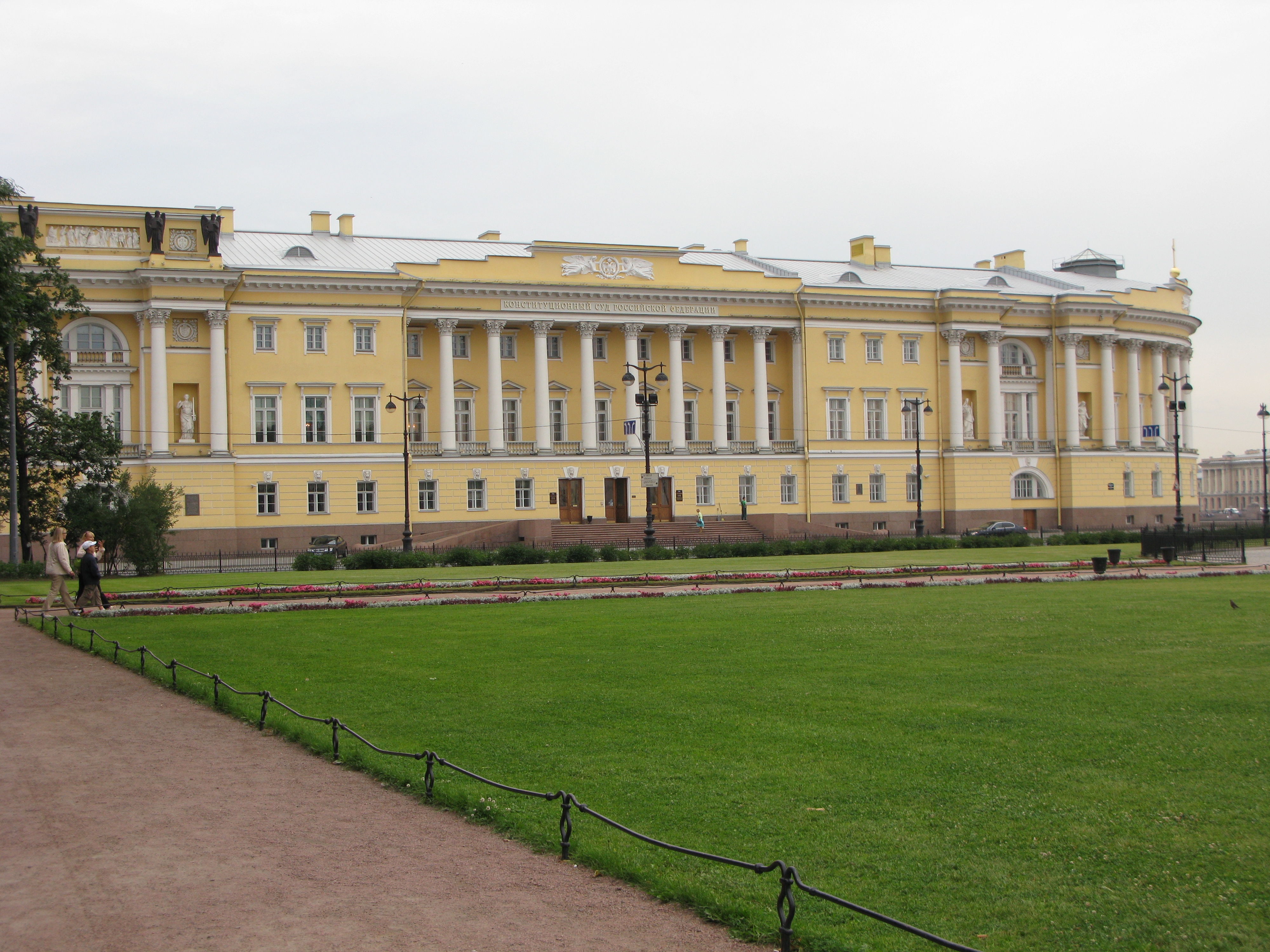
Clădirea Sfântului Sinod și a Senatului din Sankt Peterburg

Senatul dirigent (în rusă: Правительствующий сенат, Pravitel’stvuiușci’ senat) a fost un corp legislativ, judiciar și executiv al împăraților ruși instituit de Petru cel Mare pentru înlocuirea Dumei boierilor, care a funcționat până la prăbușirea  Imperiului Rus. Președintele Senatului dirigent era procurorul general, care asigura legătura dintre Senat și suveran. El acționa, după cum se spunea, ca „ochiul împăratului”. 
Dacă la început, Senatul dirigent a fost conceput să activeze doar în perioada în care Petru cel Mare nu era în țară, el a devenit un corp permanent și după reîntoarcerea. Numărul senatorilor a fost stabilit la începu la nouă, pentru ca, în 1712, să fie crescut la zece. Orice dezacord dintre procurorul șef și membrii senatului putea fi rezolvat doar de împărat. Activitatea senatului era sprijinită de o cancelarie și de diferiți înalți funcționari. În timp ce a suferit multe schimbări de-a lungul timpului, Senatul dirigent a devenit una dintre cele mai importante instituții ale Rusiei imperiale, în special pentru în domeniul administrativ și judiciar. 
Consiliul de Stat creat de Alexandru I ar fi trebuit să preia puterea executivă a Senatului. Alexandru I a avut în vedere și crearea formarea unui parlament, care ar trebui să moștenească puterea legislativă, dar acest lucru nu sa întâmplat niciodată.
În secolul al XIX-lea, Senatul s-a transformat în cel mai înalt corp judiciar al Rusiei.  Ca atare, Senatul a exercitat controlul asupra tuturor instituțiilor judiciare și a oficialilor din întreaga țară. 
Senatul dirigent avea mai multe departamente, printre care se numărau cele două Curți de casație (una pentru cazurile penale, alta pentru cele civile) și un departament de heraldică, care a gestionat chestiuni legate de drepturile nobililor și cetățenilor de onoare.